# Detonautas Roque Clube
Detonautas (anteriormente conocida como Detonautas Roque Clube) es una banda de rock formada en la ciudad de Río de Janeiro, Brasil en 1997. Es uno de los grupos más conocidos del país.

## Miembros

### Formación actual
- Tico Santa Cruz: vocal (1997-presente)
- Renato Rocha: guitarra (1997-presente)
- Fábio Brasil: batería (2000-presente)
- Phil Machado: guitarra (2009-presente)
- André Macca: bajo (2013-presente)

### Miembros anteriores
- Rodrigo Netto: guitarra, coros (1999 - murió en 2006)
- Tchello: bajo (1997 - 2013)
- DJ Cléston: DJ (2001 - 2020)

## Discografía

### Álbumes de estudio
- (2002) Detonautas Roque Clube
- (2004) Roque Marciano
- (2006) Psicodeliamorsexo&distorção
- (2008) O Retorno de Saturno
- (2014) A Saga Continua
- (2017) VI
- (2021) Álbum Laranja
- (2022) Esperança

### Álbumes en vivo/video
- (2004) Roque Marciano ao Vivo
- (2009) Acústico
- (2012) Ao Vivo no Rock in Rio
- (2023) 20 Anos - Acústico

### Sencillo
- The Wrong Life In The Right Way